# Mouilleron-le-Captif
Mouilleron-le-Captif je francouzská obec v departementu Vendée v regionu Pays de la Loire. V roce 2016 zde žilo 4946 obyvatel.

## Historie
Lokalita byla osídlena již v době galo-románské, kdy náležela k pevnosti, vzdálené 10 kilometrů. První písemná zmínka je z roku 1163, kdy došlo k založení opatství řádu augustiniánů kanovníků. V době francouzské revoluce roku 1794 dal generál Dufour městečka Mouilleron-le-Captif a Venansault vypálit, při požáru shořelo 74 domů. Za první světové války na frontě padlo 59 zdejších občanů, což bylo 10 ̬procent obyvatel.

## Současnost

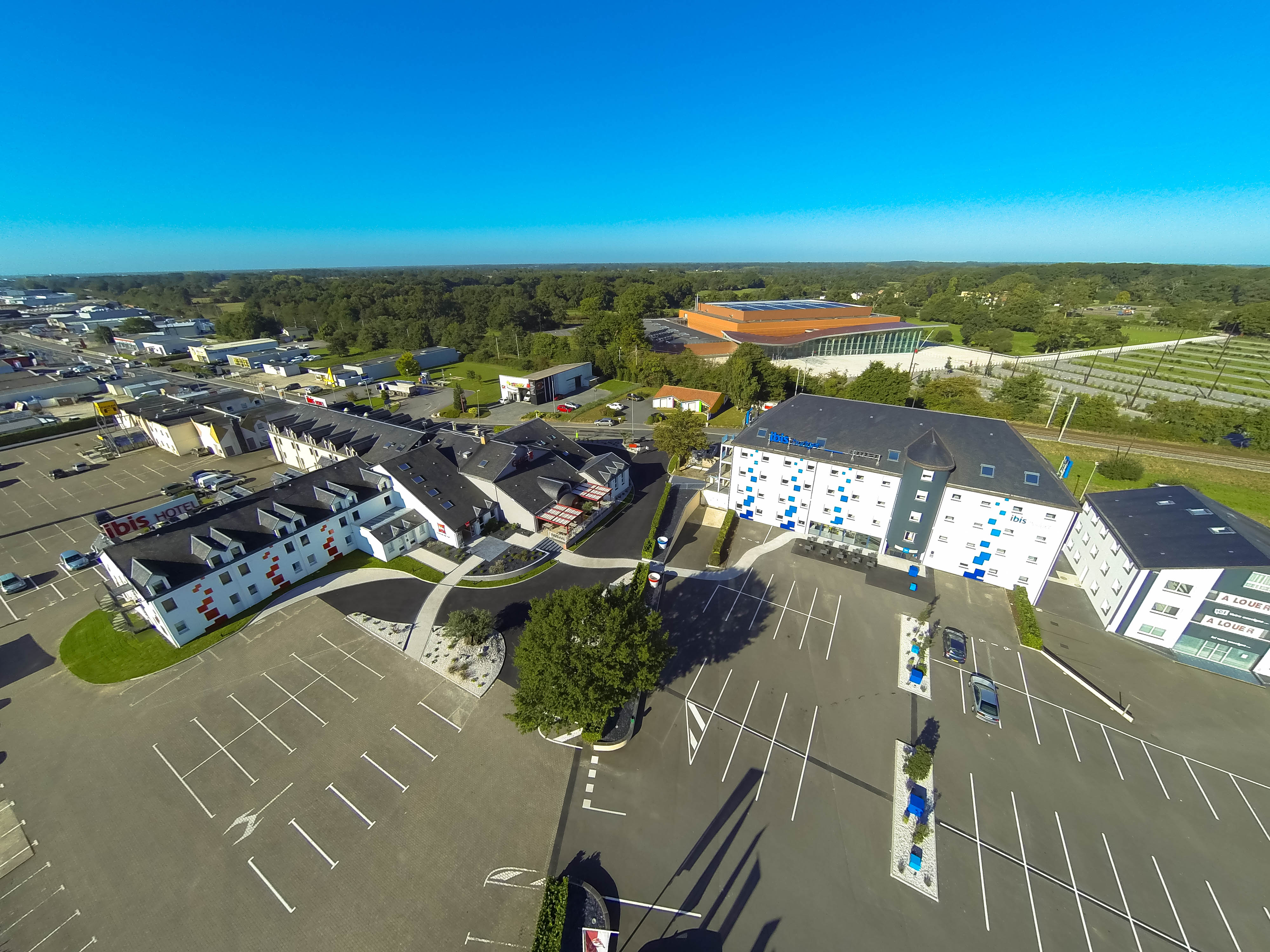
Pohled z města na park a halu Vendéspace

Od roku 1972 se jednalo o sdružení obcí departementu, jež nebylo schváleno a městečko nadále zůstává samostatné.

## Pamětihodnosti
- Kostel sv. Martina z Tours - trojlodní gotická bazilika později přestavěná, současná stavba je převážně neogotická
- Sportovně-kulturní komplex Vendéspace - byl otevřen roku 2012; konají se zde mezinárodní sportovní turnaje, jako tenisový Davis Cup nebo říjnový mužský challenger, také basketbalové turnaje, aj.
- zámek Château de Beaupuy – drobné panské sídlo, postavené na základech renesanční tvrze z 15. století; od roku 2002 ve správě města

## Sport
- Od roku 2013 se zde každoročně v říjnu koná mezinárodní tenisový turnaj mužů ATP challenger.